# (73646) 1978 VT3
(73646) 1978 VT3 – planetoida z pasa głównego asteroid okrążająca Słońce w ciągu 4,06 lat w średniej odległości 2,55 j.a. Odkryta 7 listopada 1978 roku.